# AEL FC Arena
El AEL FC Arena es un estadio de fútbol ubicado en la ciudad de Larisa, Grecia. La construcción del estadio inició en septiembre de 2009 y su inauguración oficial ocurrió el 23 de noviembre de 2010. El recinto posee una capacidad para 16 118 espectadores, con una posible ampliación a los 17 000 asientos.
El estadio es utilizado por el club de fútbol AE Larisa de la Superliga de Grecia. En 2015 fue una de las tres sedes de la ronda final del Campeonato Europeo de la UEFA Sub-19.